# Nati nel 1936/Dicembre
| Questa pagina contiene informazioni ricavate automaticamente dalle voci biografiche con l'ausilio del template Bio e di un bot. L'aggiornamento è periodico e automatico e ricostruisce completamente la pagina. Se manca una persona in questa lista, sei pregato di non aggiungerla, ma accertati piuttosto che la sua voce biografica contenga il template Bio e che i dati anagrafici siano correttamente compilati. Se il template Bio manca, inseriscilo tu stesso o, in alternativa, metti l'avviso {{tmp\|Bio}} che ne segnala la mancanza. Se i dati riportati sono sbagliati, correggi direttamente la voce biografica; le modifiche saranno visibili in questa lista entro pochi giorni. Per chiarimenti vedi il progetto biografie. La lista contiene solo le 211 persone che sono citate nell'enciclopedia e per le quali è stato implementato correttamente il template Bio. Pagina aggiornata al 18 ago 2025. |

- 1º dicembre - Bobò, artista italiano († 2019)
- 1º dicembre - Gianfranco Chiavacci, artista italiano († 2011)
- 1º dicembre - Abdel Moneim El-Gindy, pugile egiziano († 2011)
- 1º dicembre - Rinaldo Fabris, presbitero, biblista e teologo italiano († 2015)
- 1º dicembre - Akira Kubo, attore giapponese
- 1º dicembre - Lize Marke, cantante belga
- 1º dicembre - Grytzko Mascioni, scrittore svizzero († 2003)
- 1º dicembre - Motonobu Miyamura, pallanuotista giapponese
- 1º dicembre - Igor' Nikolaevič Rodionov, generale e politico russo († 2014)
- 2 dicembre - Peter Duesberg, medico statunitense
- 2 dicembre - Tomasz Gnat, vescovo vetero-cattolico polacco († 2017)
- 2 dicembre - James C. Scott, antropologo e politologo statunitense († 2024)
- 2 dicembre - Frederic Tuten, scrittore statunitense
- 2 dicembre - Hebe Uhart, scrittrice argentina († 2018)
- 2 dicembre - Tsutomu Yamazaki, attore giapponese
- 2 dicembre - Mircea Ştefănescu, ex pallanuotista rumeno
- 3 dicembre - Mary Alice, attrice statunitense († 2022)
- 3 dicembre - Susanne Cramer, attrice tedesca († 1969)
- 3 dicembre - Lothar Gall, storico tedesco († 2024)
- 3 dicembre - Klaus Johann Jacobs, imprenditore svizzero († 2008)
- 3 dicembre - Saburō Kawabuchi, allenatore di calcio, ex calciatore e dirigente sportivo giapponese
- 3 dicembre - Howard Jerome Keisler, matematico statunitense
- 3 dicembre - Michele Randazzo, giornalista e politico italiano († 1998)
- 3 dicembre - Alfred Uhry, drammaturgo, sceneggiatore e librettista statunitense
- 4 dicembre - América Alonso, attrice venezuelana († 2022)
- 4 dicembre - Franz Brungs, allenatore di calcio e ex calciatore tedesco occidentale
- 4 dicembre - Freddy Cannon, cantante statunitense
- 4 dicembre - John Giorno, poeta e attore statunitense († 2019)
- 4 dicembre - Barbara Janiszewska, velocista polacca († 2000)
- 4 dicembre - Renato Mambor, pittore e attore italiano († 2014)
- 4 dicembre - Grace Napolitano, politica statunitense
- 4 dicembre - Jacques Jean Joseph Jules Perrier, vescovo cattolico francese
- 4 dicembre - Don Rogers, ex giocatore di football americano statunitense
- 4 dicembre - Mario Sica, diplomatico italiano
- 5 dicembre - Giuliano Biggi, allenatore di calcio e ex calciatore italiano
- 5 dicembre - James Lee Burke, scrittore statunitense
- 5 dicembre - Robert Freeman, fotografo e grafico britannico († 2019)
- 5 dicembre - Danuta Iwanow, cestista polacca († 1988)
- 5 dicembre - Lewis Nkosi, scrittore e giornalista sudafricano († 2010)
- 5 dicembre - Giuseppe Trautteur, fisico e scrittore italiano
- 6 dicembre - Romano Bracalini, scrittore e giornalista italiano
- 6 dicembre - Isacio Calleja, calciatore spagnolo († 2019)
- 6 dicembre - Robert Getchell, sceneggiatore statunitense († 2017)
- 6 dicembre - Noemi Gifuni, doppiatrice e direttrice del doppiaggio italiana
- 6 dicembre - Heinz Hergert, ex calciatore tedesco orientale
- 6 dicembre - David Ossman, attore statunitense
- 6 dicembre - Reinhold Senn, slittinista austriaco († 2023)
- 6 dicembre - Vladimir Vapnik, matematico e statistico sovietico
- 7 dicembre - Martha Layne Collins, politica statunitense
- 7 dicembre - Mario Costa, filosofo italiano († 2023)
- 7 dicembre - René Ferrier, calciatore francese († 1998)
- 7 dicembre - Glauco Onorato, attore, doppiatore e direttore del doppiaggio italiano († 2009)
- 7 dicembre - Annette Strøyberg, attrice e modella danese († 2005)
- 8 dicembre - Michael Amaladoss, teologo e presbitero indiano
- 8 dicembre - Ralph Brand, ex calciatore e allenatore di calcio scozzese
- 8 dicembre - Franca Capetta, arciera italiana († 2023)
- 8 dicembre - David Carradine, attore e artista marziale statunitense († 2009)
- 8 dicembre - Gordon Coppuck, ingegnere britannico
- 8 dicembre - Juan Ricardo Faccio, calciatore, allenatore di calcio e giornalista uruguaiano († 2024)
- 8 dicembre - Bruno Longhi, clarinettista e sassofonista italiano († 2020)
- 8 dicembre - Enzo Petrino, politico italiano
- 8 dicembre - Guido Maria Rey, economista italiano
- 8 dicembre - Juan Santisteban, ex calciatore e allenatore di calcio spagnolo
- 9 dicembre - Leonel Conde, calciatore uruguaiano († 2001)
- 9 dicembre - Piero Giarda, economista italiano
- 9 dicembre - Mario Masiero, politico italiano († 2023)
- 9 dicembre - Ben Pon, pilota automobilistico e tiratore a volo olandese († 2019)
- 9 dicembre - Abraham Yehoshua, scrittore e drammaturgo israeliano († 2022)
- 10 dicembre - Hunter Enis, ex giocatore di football americano statunitense
- 10 dicembre - Luigi Lombardi Satriani, antropologo e politico italiano († 2022)
- 10 dicembre - Italo Mazzero, calciatore italiano († 2005)
- 10 dicembre - Roman Załuski, regista e sceneggiatore polacco († 2022)
- 11 dicembre - Bruno Amoroso, economista e saggista italiano († 2017)
- 11 dicembre - Domenico Armellin, rugbista a 15 italiano
- 11 dicembre - Romano Di Bari, calciatore italiano († 2018)
- 11 dicembre - Andrea Frova, fisico, divulgatore scientifico e scrittore italiano
- 11 dicembre - Tom Fuccello, attore statunitense († 1993)
- 11 dicembre - Milena Gelmetti, ex cestista italiana
- 11 dicembre - Erich Hagen, ciclista su strada tedesco († 1978)
- 11 dicembre - Paul Moller, ingegnere canadese
- 11 dicembre - Hans van den Broek, politico olandese († 2025)
- 12 dicembre - Iolanda Balaș, altista rumena († 2016)
- 12 dicembre - Lucia Bassi, ex tennista italiana
- 12 dicembre - Jon Cincebox, cestista statunitense († 2016)
- 12 dicembre - Alain Cornu, ex calciatore francese
- 12 dicembre - Giorgio Letta, matematico italiano
- 12 dicembre - Giovanni Battista Priano, politico italiano
- 13 dicembre - Karim Aga Khan IV, imprenditore britannico († 2025)
- 13 dicembre - Isidor Osipovič Chomskij, regista sovietico († 2020)
- 13 dicembre - Andrew Cowan, pilota automobilistico e dirigente sportivo britannico († 2019)
- 13 dicembre - Pietro Cugini, medico italiano († 2020)
- 13 dicembre - Cliff Emmich, attore statunitense († 2022)
- 14 dicembre - Touria Chaoui, aviatrice marocchina († 1956)
- 14 dicembre - Norberto Menéndez, calciatore argentino († 1994)
- 14 dicembre - Robert A. Parker, ex astronauta e fisico statunitense
- 14 dicembre - Walter Philipp, matematico e alpinista austriaco († 2006)
- 14 dicembre - Elivia Ricci, ex discobola e pesista italiana
- 14 dicembre - Arve Tellefsen, violinista norvegese
- 14 dicembre - C. T. C. Wall, matematico britannico
- 15 dicembre - Joe D'Amato, regista, direttore della fotografia e sceneggiatore italiano († 1999)
- 15 dicembre - Natalino De Rossi, ex calciatore italiano
- 15 dicembre - Donald Goines, scrittore statunitense († 1974)
- 15 dicembre - Lucio Lami, giornalista, scrittore e paroliere italiano († 2013)
- 15 dicembre - Karen Morrow, attrice e cantante statunitense
- 15 dicembre - Pierre Nguyễn Soạn, vescovo cattolico vietnamita († 2024)
- 15 dicembre - Christine Ostermayer, attrice austriaca
- 15 dicembre - Eddie Palmieri, pianista e compositore statunitense († 2025)
- 16 dicembre - Antonio Ghedini, calciatore italiano († 2011)
- 16 dicembre - Elisabeth Kopp, politica svizzera († 2023)
- 16 dicembre - Rolf Maier, sollevatore tedesco († 2023)
- 16 dicembre - Setsuo Nara, cestista giapponese († 2000)
- 16 dicembre - Morris Dees, avvocato e attivista statunitense
- 16 dicembre - Maurice Setters, calciatore e allenatore di calcio inglese († 2020)
- 17 dicembre - Papa Francesco, papa e arcivescovo cattolico argentino († 2025)
- 17 dicembre - Tommy Steele, cantante britannico
- 17 dicembre - Klaus Kinkel, politico tedesco († 2019)
- 17 dicembre - Al Miller, allenatore di calcio statunitense
- 17 dicembre - Isidro Sánchez García-Figueras, calciatore spagnolo († 2013)
- 18 dicembre - Harry Bild, calciatore svedese († 2025)
- 18 dicembre - Mario Curnis, alpinista e scrittore italiano
- 18 dicembre - Gary Gray, attore statunitense († 2006)
- 18 dicembre - Enrico Muzzio, calciatore italiano († 1996)
- 18 dicembre - Haydn Rigby, ex nuotatore britannico
- 18 dicembre - Graham Sykes, nuotatore britannico († 2008)
- 19 dicembre - Marian McKnight, ex modella statunitense
- 19 dicembre - Elda Miers, cestista paraguaiana († 2022)
- 20 dicembre - Maurice Aymard, storico francese
- 20 dicembre - Ding Zilin, attivista cinese
- 20 dicembre - Judy Henske, cantautrice statunitense († 2022)
- 20 dicembre - Claudio Quarantotto, giornalista e critico cinematografico italiano († 2014)
- 20 dicembre - Éva Schneider, cestista ungherese († 2021)
- 20 dicembre - Howard Smith, regista statunitense († 2014)
- 21 dicembre - Renata Boero, artista italiana
- 21 dicembre - Eric Gaudibert, compositore svizzero († 2012)
- 21 dicembre - Peter Kalinke, calciatore tedesco orientale († 2020)
- 22 dicembre - Gerard J. M. van den Aardweg, psicologo e psicoterapeuta olandese
- 22 dicembre - Bjørn Andersen, ex calciatore norvegese
- 22 dicembre - Héctor Elizondo, attore statunitense
- 22 dicembre - Tom Hawkins, cestista statunitense († 2017)
- 22 dicembre - David B. Healy, astronomo statunitense († 2011)
- 22 dicembre - Akio Kaminaga, judoka giapponese († 1993)
- 22 dicembre - Olli Mäki, pugile finlandese († 2019)
- 22 dicembre - Mieczysław Nowak, sollevatore polacco († 2006)
- 22 dicembre - Ivan Pauletta, politico e scrittore croato († 2017)
- 22 dicembre - Koki Takagi, pallanuotista giapponese
- 23 dicembre - Tecla Famiglietti, religiosa italiana († 2020)
- 23 dicembre - Frederic Forrest, attore statunitense († 2023)
- 23 dicembre - Julij Kim, compositore, poeta e cantautore russo
- 23 dicembre - Silvano Micele, politico italiano
- 23 dicembre - Stanisław Napierała, vescovo cattolico polacco
- 23 dicembre - James Stacy, attore statunitense († 2016)
- 23 dicembre - Willie Wood, giocatore di football americano statunitense († 2020)
- 23 dicembre - Franco Zaglio, ex calciatore italiano
- 24 dicembre - María Cuadra, attrice spagnola
- 24 dicembre - Léo Eichmann, ex calciatore svizzero
- 24 dicembre - Mario Domenico Gerolimetto, dirigente d'azienda e politico italiano
- 24 dicembre - Ada Karmi-Melamede, architetto israeliana
- 24 dicembre - Giuseppe Leone, fotografo italiano († 2024)
- 24 dicembre - Kurt Liebrecht, calciatore tedesco orientale († 2022)
- 24 dicembre - Chris McGregor, pianista e compositore sudafricano († 1990)
- 25 dicembre - Juan Carlos Auzoberry, ex calciatore argentino
- 25 dicembre - Gino Bacci, giornalista e scrittore italiano († 2017)
- 25 dicembre - Jo de Haan, ciclista su strada olandese († 2006)
- 25 dicembre - Alexandra, onorevole Lady Ogilvy, principessa britannica
- 25 dicembre - Ismail Merchant, produttore cinematografico e regista indiano († 2005)
- 25 dicembre - Trevor Meredith, ex calciatore inglese
- 25 dicembre - Józef Świdnicki, presbitero e pubblicista ucraino
- 26 dicembre - Stefano Bernini, allenatore di calcio e calciatore italiano († 1994)
- 26 dicembre - Stevie Chalmers, calciatore scozzese († 2019)
- 26 dicembre - Kōnstantinos Dīmou, arbitro di pallacanestro greco († 2025)
- 26 dicembre - Edward Joseph Gilbert, arcivescovo cattolico statunitense
- 26 dicembre - Han Meilin, artista, pittore e scultore cinese
- 26 dicembre - Antonio Lonardi, allenatore di calcio e calciatore italiano († 2018)
- 26 dicembre - Geoff Sidebottom, calciatore inglese († 2008)
- 26 dicembre - Virpi Niemelä, astronoma finlandese († 2006)
- 26 dicembre - Trevor Taylor, pilota automobilistico britannico († 2010)
- 27 dicembre - Carlos Blixen, cestista uruguaiano († 2022)
- 27 dicembre - Bjarni Felixson, calciatore, giornalista e telecronista sportivo islandese († 2023)
- 27 dicembre - James Harrison, filantropo australiano († 2025)
- 27 dicembre - Eve Maurer, ex nuotatrice sovietica
- 27 dicembre - Jaroslav Pavlů, hockeista su ghiaccio e allenatore di hockey su ghiaccio cecoslovacco († 2024)
- 27 dicembre - José Pérez Francés, ciclista su strada spagnolo († 2021)
- 27 dicembre - Calogero Pumilia, politico italiano
- 27 dicembre - Miguel Trovoada, politico saotomense
- 27 dicembre - Roland Wommack, schermidore statunitense († 2018)
- 28 dicembre - Angelo Di Loreta, attore italiano († 2021)
- 28 dicembre - Abílio Diniz, imprenditore e pilota automobilistico brasiliano († 2024)
- 28 dicembre - Piero Errani, tiratore a segno italiano († 2024)
- 28 dicembre - Han Seung-soo, politico sudcoreano
- 28 dicembre - Jack Ingram, pilota automobilistico statunitense († 2021)
- 28 dicembre - Jim McDermott, politico statunitense
- 28 dicembre - Jacques Mesrine, criminale francese († 1979)
- 28 dicembre - Franco Rondanini, allenatore di calcio e ex calciatore italiano
- 28 dicembre - Giuseppe Spagnulo, scultore italiano († 2016)
- 28 dicembre - Zeynəb Xanlarova, soprano azero
- 29 dicembre - Pierre Hanon, calciatore belga († 2017)
- 29 dicembre - Ray Nitschke, giocatore di football americano statunitense († 1998)
- 29 dicembre - Jo Pestum, scrittore e sceneggiatore tedesco († 2020)
- 29 dicembre - Dido Sacchettoni, scrittore e giornalista italiano († 2018)
- 29 dicembre - Mary Tyler Moore, attrice statunitense († 2017)
- 30 dicembre - Robert Beck, pentatleta e schermidore statunitense († 2020)
- 30 dicembre - Joe Buzzetta, pilota automobilistico statunitense († 2023)
- 30 dicembre - Henri Ciriani, architetto peruviano
- 30 dicembre - Gianni Corelli, allenatore di calcio e calciatore italiano († 2008)
- 30 dicembre - Esmail Elmkhah, sollevatore iraniano († 1988)
- 30 dicembre - Giacomo Gualco, politico italiano († 2011)
- 30 dicembre - Mike Spence, pilota di Formula 1 britannico († 1968)
- 31 dicembre - William French Anderson, medico statunitense
- 31 dicembre - Siw Malmkvist, cantante svedese
- 31 dicembre - Eva Randová, mezzosoprano ceca
- 31 dicembre - Federico Ricotti, politico italiano